# John William Strutt, 3. baron Rayleigh
John William Strutt, 3. baron Rayleigh (12. listopadu 1842 – 30. června 1919) byl anglický fyzik a matematik. 
Objevil anomálii hustoty dusíku izolovaného z atmosféry. Tato anomálie zaujala Williama Ramsaye, který spolu s Rayleighem objevil argon (Nobelova cena za fyziku 1904) a další vzácné plyny. Zabýval se také akustikou, optickým a elektromagnetickým rozptylem světla, je objevitelem jednoho z vyzařovacích zákonů. 

## Život

### Mládí a studium
John William Strutt byl prvorozeným synem venkovského šlechtice, 2. barona Johna Jamese Strutta, lorda Rayleigha a jeho manželky, vikářky Clary Elizabeth La Touche. V dětství krátce studoval v Etonu a Harrow, ale kvůli slabé tělesné konstituci a častým nemocem měl od roku 1857 soukromé učitele. V roce 1861 nastoupil na univerzitu univerzitu v Cambridgi. Roku 1865 zde získal bakalářský titul a cenu pro nejlepšího studenta v oboru matematiky. Téhož roku získal i Smithovu cenu, další cambridgeské studentské ocenění. Jako vynikající student  získal po promoci stipendium na Trinity College, kde zůstal dalších šest let. Absolvoval studijní cestu do USA. V roce 1871 se oženil s Evelyn Balfourovou, sestrou politika Arthura Balfoura. Krátce po sňatku dostal těžký záchvat revmatické horečky, po kterém odjel na ozdravný pobyt do Egypta a Řecka. Během cesty začal pracovat na své knize Teorie zvuku o akustickém šíření vibrací v pevných látkách a plynech. První díl vyšel v roce 1877, druhý v roce 1878. Už za studií se zajímal o  esoteriku a metapsychické jevy. Díky svému sňatku přišel do kontaktu s další osobností, která na něj měla vliv: se švagrem své ženy Henrym Sidgwickem, zakládajícím členem a prvním prezidentem Společnosti pro psychický výzkum. Strutt se později  stal jejím členem. V dubnu roku 1919 byl pak, coby dlouholetý člen této společnosti, zvolen jejím prezidentem.

### Vědecká činnost
Po smrti svého otce získal v roce 1873 titul barona a usadil se v rodném sídle Terling Place v Essexu, kde si také vybudoval vědeckou laboratoř pro své experimenty. Od roku 1873 byl lord Rayleigh členem Královské společnosti. V roce 1876 předal dohled nad hospodářstvím  svému mladšímu bratrovi a soustředil se na vědeckou práci.  Zpočátku prováděl výzkum v oblastech optiky a teorie vibrací, které zpracovával převážně matematicky. Publikoval několik článků o barvě a polarizaci světelného záření oblohy, vysvětlil modré zbarvení oblohy jako výsledek rozptylu slunečního světla malými částicemi  v atmosféře. Z této teorie se později  vyvinul  Rayleighův zákon rozptylu. V roce 1879 se stal profesorem fyziky v Cambridgi a zároveň  přijal místo ředitele Cavendishovy laboratoře. Po pěti letech se vrátil do Terlingu, aby se věnoval vlastním výzkumům v dalších  odvětvích fyziky jako jsou elektřina, termodynamika, akustika a statistická fyzika. Zabýval se také sledováním mořských ptáků a jejich let popsal v článcích  přírodovědných časopisů. V roce 1886 byl zvolen členem korespondentem Göttingenské akademie věd. V letech 1887–1905 byl profesorem přírodní filozofie na Královské instituci Velké Británie (RI). 

### Objev argonu
V roce 1895 se mu podařilo izolovat nový plyn, kterému dal název argon. Současně s ním se na objevu podílel chemik William Ramsay. Oba vědci získali v roce 1904 Nobelovu cenu, Ramsay za chemii, Rayleigh za fyziku. Ocenění zvýšilo jeho mezinárodní prestiž. Ve své nobelovské přednášce Rayleigh řekl:
:"Hustota plynů zaujala značnou část mé pozornosti již před 20 lety.... Zaměřil jsme svou pozornost na dusík, dělal jsem sérii experimentů... Vzduch bublal přes kapalný amoniak prošel trubkou obsahující měď rozžhavenou do rudého žáru kde vzdušný kyslík je pohlcen vodíkem ze čpavku, přemíra čpavku se následně odstranila s kyselinou sírovou.... Udělal jsem takto sérii souhlasných pozorování.... Poté, nicméně,... Jsem ustoupil na více ortodoxní proceduru které se obešla bez průchodu vzduchu přímo přes červenou rozžhavenou měď. K mému překvapení se výsledky těch dvou metod se lišily o tisící část - rozdíl malý, ale nebyl způsoben experimentálními chybami. Co tvořilo rozdíl mezi dvěma druhy dusíku? .....nový plyn"

Rayleigh patřil k předním britským vědcům, působil v řadě poradních orgánů vlády. Šest let sloužil jako předseda vládního výboru pro výbušniny a v letech 1896 až 1919 byl vědeckým poradcem Trinity House. Od roku 1892 do roku 1901 zastával funkci osobního zástupce krále (Lord poručík) v hrabství Essex. Byl členem Sněmovny lordů, ale do debaty se zapojoval jen výjimečně, byl proti propojování vědy s politikou. Mezi jeho záliby patřilo cestování, tenis, fotografování a hudba. V roce 1902 mu král Edvard VII. udělil Řád za zásluhy.

### Závěr života
V letech 1905–1908 byl prezidentem Královské společnosti. V  letech 1908–1919 byl rektorem na univerzitě v Cambridgi. Stal se členem dalších zahraničních vědeckých institucí (USA, Bavorsko, Prusko).  Jeho vědecké studie byly publikovány v šesti svazcích Scientific Papers v letech 1889–1920. Přispíval také do Britské encyklopedie (Encyclopaedia Britannica) a do Filozofického magazínu (Philosophical Magazine).
Lord Rayleigh zemřel na infarkt  dne 30. června 1919 uprostřed práce na článcích z oblasti akustiky. Byl pohřben na hřbitově kostela Všech svatých ve vesnici Terling v Essexu. Královská společnost mu  in memoriam udělila roku 1920 Rumfordovu medaili za výzkum vlastností plynů ve vakuu. O dva roky později byla na jeho počest ve Westminsterském opatství odhalena mramorová deska s  portrétním reliéfem a nápisem: John William Strutt: O M: PC: 3. baron Rayleigh 1842-1919, rektor University v Cambridge 1906-1919, prezident Královské společnosti 1905-1908. Neomylný vůdce v rozvoji přírodních znalostí.
Na jeho počest jsou nazvány krátery na Marsu a na Měsíci a také byl jménem Rayleigh pojmenován 1. června 2007 asteroid 22740.

## Dílo
Rayleighova práce ovlivnila širokou škálu fyzikálních disciplín a jeho objevy měly jak teoretický, tak praktický význam. 
Poskytl první teoretické zpracování pružného rozptylu světla částicemi mnohem menšími, než je vlnová délka světla, což je jev nyní známý jako Rayleighův rozptyl, který vysvětluje, proč je obloha modrá. Vyvinul teorie vysvětlující polarizaci světla a jeho chování v různých prostředích. Studoval a popsal příčné povrchové vlny v pevných látkách, nyní známé jako Rayleighovy vlny. Značně přispěl k dynamice tekutin pomocí pojmů, jako je Rayleighovo číslo ( bezrozměrné číslo spojené s přirozenou konvekcí ), Rayleighovo proudění, Rayleigh-Taylorova nestabilita a Rayleighovo kritérium pro stabilitu Taylor-Couettova proudění. Vyvinul teorie popisující stabilitu a rozpad kapalinových proudů a kapek, což je klíčové pro průmyslové procesy i moderní technologie. Formuloval cirkulační teorii aerodynamického vztlaku. V optice Rayleigh navrhl  kritérium pro úhlové rozlišení. Jeho odvození Rayleigh-Jeansova zákona pro klasické záření černého tělesa později sehrálo důležitou roli při zrodu kvantové mechaniky.
Mezi jeho nejznámější úspěchy patří objev argonu, na kterém se podílel společně s chemikem Williamem Ramseyem.
Významně přispěl k teorii šíření zvukových vln. Jeho pojednání Teorie zvuku (Theory of Sound) je dodnes považováno za základní text v oblasti akustiky. Zabýval se nejen teoretickým popisem zvukových vln, ale také jejich praktickým využitím. Zkoumal šíření elektromagnetických vln, odraz a lom světla, a také jevy související s interferencí. V oblasti statistiky formuloval  Rayleighovu distribuci, která se používá například při analýze šumu v signálech nebo v teorii pravděpodobnosti.